# Брабазон, Уильям, 11-й граф Мит
Уильям Брабазон, 11-й граф Мит (англ. William Brabazon, 11th Earl of Meath; 25 октября 1803 — 26 мая 1887) — англо-ирландский пэр и политик. Он носил титул учтивости — виконт Брабазон с 1826 по 1851 год.

## Происхождение и образование
Родился 25 октября 1803 года. Сын Джона Шамбре Брабазона, 10-го графа Мита (1772—1851), и леди Мелозины Аделаиды Мид (1781—1866), дочери Джона Мида, 1-го графа Клануильяма, и Теодосии Хокинс-Мэгилл. Он получил образование в Итонском колледже и в Крайст-черч в Оксфорде.

## Биография
Уильям Брабазон заседал в Палате общин Великобритании от графства Дублин в 1830—1832, 1837—1841 годах. В 1839 году он стал членом Тайного совета Великобритании.
Главный шериф графства Дублин (1835—1836), главный шериф графства Уиклоу (1848—1849), лорд-лейтенант и хранитель рукописей (custos rotulorum) графства Уиклоу (1869—1887).
15 марта 1851 года после смерти своего отца Уильям Брабазон унаследовал титулы 11-го графа Мита (Пэрство Ирландии), 12-го лорда Арди из графства Лаут (Пэрство Ирландии) и 2-го барона Чауорта из Итон-Холл в графстве Херефордшир (Пэрство Соединённого королевства), став членом Палаты лордов Великобритании.
Полковник ополчения графства Дублин (1847—1881), полковник 5-го батальона Королевских дублинских фузилёров и адъютант королевы Великобритании Виктории.

## Личная жизнь
24 ноября 1837 года Уильям Брабазон женился на Гарриот Брук (? — 16 июля 1898), дочери сэра Ричарда Брука, 6-го баронета из Нортон Приори, и Гарриот Канифф. У супругов было трое детей:
- Леди Кэтлин Гарриот Брабазон (? — 15 февраля 1930), умерла незамужней.
- Достопочтенный Жак Ле Норманд Брабазон (18 мая 1839 — август 1844)
- Реджинальд Брабазон, 12-й граф Мит (31 июля 1841 — 11 октября 1929), младший сын и преемник отца.

После его смерти в 1887 году ему наследовал его оставшийся в живых сын Реджинальд Брабазон, 12-й граф Мит, профессиональный дипломат.